# Ga Daeheung
Ga Daeheung là ga tàu điện ngầm trên Tàu điện ngầm tuyến 6 ở Seoul, Hàn Quốc.

## Bố trí ga
| Gwangheungchang ↑ |
| E/B W/B \|        |
| ↓ Gongdeok        |

| Hướng Tây  | ● Tuyến 6 | ← Hướng đi Eungam   |
| Hướng Đông | ● Tuyến 6 | → Hướng đi Sinnae → |

## Vùng lân cận
- Lối thoát 1: Đại học Sogang
- Lối thoát 2: Trường tiểu học Yonggang, Trường trung học & phổ thông Sungmun
- Lối thoát 3: Taeyeong APT
- Lối thoát 4: Trường tiểu học Sinseok